# Ilirsko sjemenište u Omišu
Ilirsko sjemenište nalazi se u Omišu, na adresi Četvrt Žarka Dražojevića 11.

## Opis
Nastalo u 18. i 19. stoljeću. Ilirsko sjemenište smješteno je na Priku sučelice predromaničkoj crkvi sv. Petra. Utemeljio ga je splitski nadbiskup Pacifik Bizza za obrazovanje svećenika glagoljaša. Sačuvani su dijelovi glavne zgrade i dio trijema.

## Zaštita
Pod oznakom Z-5040 zavedena je kao nepokretno kulturno dobro - pojedinačno, pravna statusa zaštićena kulturnog dobra, klasificirano kao "javne građevine".